# Asterix appendiculatus
Asterix appendiculatus är en skalbaggsart som först beskrevs av Schmidt 1893.  Asterix appendiculatus ingår i släktet Asterix och familjen stumpbaggar. Inga underarter finns listade i Catalogue of Life.